# Episodi di The Protector (serie televisiva 2011)
La prima e unica stagione della serie televisiva The Protector è stata trasmessa in prima visione assoluta negli Stati Uniti d'America dal canale via cavo Lifetime dal 12 giugno al 19 settembre 2011.
In Italia la stagione è stata trasmessa in prima visione dal canale satellitare Fox Crime dal 24 agosto al 26 ottobre 2012.
| nº | Titolo originale | Titolo italiano     | Prima TV USA      | Prima TV Italia   |
| -- | ---------------- | ------------------- | ----------------- | ----------------- |
| 1  | Pilot            | Sentirsi al sicuro  | 12 giugno 2011    | 24 agosto 2012    |
| 2  | Help             | Aiuto               | 19 giugno 2011    | 24 agosto 2012    |
| 3  | Class            | Classe              | 26 giugno 2011    | 31 agosto 2012    |
| 4  | Spoon            | Un ultimo abbraccio | 10 luglio 2011    | 31 agosto 2012    |
| 5  | Revisions        | Cicatrici           | 17 luglio 2011    | 7 settembre 2012  |
| 6  | Beef             | Asta scolastica     | 24 luglio 2011    | 7 settembre 2012  |
| 7  | Wings            | Ali                 | 1º agosto 2011    | 14 settembre 2012 |
| 8  | Bangs            | L'apparenza inganna | 8 agosto 2011     | 21 settembre 2012 |
| 9  | Affairs          | Relazioni           | 15 agosto 2011    | 28 settembre 2012 |
| 10 | Rats             | Ratti               | 22 agosto 2011    | 5 ottobre 2012    |
| 11 | Blood            | Sangue              | 29 agosto 2011    | 12 ottobre 2012   |
| 12 | Ghosts           | Fantasmi            | 12 settembre 2011 | 19 ottobre 2012   |
| 13 | Safe             | La cassaforte       | 19 settembre 2011 | 26 ottobre 2012   |